# Lozoya
Lozoya est une commune de la communauté de Madrid, en Espagne.